# Palazzo Belloni (Bologna)
Palazzo Belloni, noto anche come casa Cantelli, è un palazzo situato in Via de' Gombruti, nel centro di Bologna.

## Storia
Il palazzo è noto soprattutto per aver ospitato Giacomo III Stuart, il Vecchio Pretendente, che nel 1717 lasciò Roma per l'esilio permanente. 

## Il palazzo
L'esterno del palazzo, privo di portico, non presenta elementi di pregio. La grande scalinata, progettata da Giuseppe Antonio Torri, è decorata da affreschi e statue realizzati in occasione del soggiorno del pretendente Stuart. Le statue di Ercole e Orfeo sono di Andrea Ferreri.
In passato, il palazzo ospitava dipinti di Giovanni Gioseffo dal Sole, Giovanni Girolamo Bonesi, Giovanni Antonio Burrini e Giacinto Garofalini.